# Gregurovec (gmina Krapinske Toplice)
Gregurovec – wieś w Chorwacji, w żupanii krapińsko-zagorskiej, w gminie Krapinske Toplice. W 2011 roku liczyła 131 mieszkańców.